# جورج بنوا
جورج بنوا (بالألمانية: Georg Benoit)‏ هو مهندس ألماني، ولد في 3 مارس 1868 في فيزل في ألمانيا، وتوفي في 20 أكتوبر 1953 في بادن بادن في ألمانيا.